# Amelia, Virginia
Amelia eller Amelia Court House är administrativ huvudort i Amelia County i Virginia. Vid 2010 års folkräkning hade Amelia 1 099 invånare. Domstolsbyggnaden i Amelia County byggdes 1923–1924.